# Carpentras (Komponist)
Carpentras (eigentlich Elzéar Genet, auch Eliziari Geneti; * um 1470 in Carpentras; † 14. Juni 1548 in Avignon) war ein französischer Komponist der Renaissance. Er genoss zu Lebzeiten hohen Ruhm, und hinterließ beachtenswerte Vertonungen der Klagelieder, die das gesamte 16. Jahrhundert über Bestandteil des Repertoires des päpstlichen Chores blieben. Darüber hinaus war er der wohl prominenteste Musiker aus Avignon seit der Zeit der Ars subtilior Ende des 14. Jahrhunderts.

## Leben
Er wurde in der Stadt Carpentras geboren, ansonsten ist über sein frühes Leben nichts weiter bekannt. Irgendwann vor 1505 legte er die kirchlichen Gelübde ab, denn als er in diesem Jahr bei der Kapelle von Avignon angestellt wurde, wurde er als clericus bezeichnet. Er verbrachte die meiste Zeit seines Lebens abwechselnd in Avignon und in Rom.
Offenbar war er mit dem Bischof von Avignon Giuliano della Rovere bekannt, denn als der Bischof Papst Julius II. wurde, ging Carpentras mit ihm nach Rom, wo er in der päpstlichen Kapelle sang; 1508 ist er dort als Sänger aufgelistet. Jedoch verließ er nach ein paar Jahren die Kapelle, um am Hof von Ludwig XII. von Frankreich zu arbeiten, obwohl nur wenig über ihn zu dieser Zeit bekannt ist. Offenbar komponierte er große Mengen weltlicher Musik, einige davon ziemlich ehrfurchtslos, denn als er im Jahre 1513 nach Rom zurückkehrte, versprach er ausdrücklich damit aufzuhören. 1514 wurde er Kapellmeister der päpstlichen Kapelle, jetzt unter dem Medici-Papst Leo X., der ein begeisterter Gönner der Musik und der Künste war. Als Leo im Jahre 1521 starb, floh Carpentras von Rom nach Avignon; denn der neue Papst Hadrian VI. war an Musik desinteressiert, wenn ihr nicht sogar feindlich gegenüber gesinnt, und viele Musiker wählten die „Abstimmung mit den Füßen“.
Als Hadrian VI. 1523 starb, folgte ihm mit dem neuen Papst Clemens VII. wieder ein Kunstmäzen, und Carpentras kehrte nach Rom zurück. Dort angekommen stellte er überrascht fest, dass seine eigene Musik nach wie vor gesungen wurde, wenn auch in korrumpierten Versionen. Infolgedessen fertigte er sorgfältige Kopien von einigen seiner Werke an, wie die erwähnten Vertonungen der Klagelieder, und präsentierte Clemens VII. diese Sammlung als die „wahre“ oder „korrigierte“ Version. Er blieb jedoch nicht in Rom, und nach nur zwei Jahren reiste er wieder nach Avignon ab, diesmal endgültig.
1526 erkrankte er an Tinnitus, ein Zustand, der ihn in Panik versetzte, und den er als kontinuierliches Zischen in seinem Kopf beschrieb. Anscheinend war es zu diesem Zeitpunkt, dass er sich vom praktischen Musizieren zurückzog und stattdessen beschloss, sich der Veröffentlichung seiner gesammelten Kirchenmusik zu widmen, einem immensen Unterfangen, und auch der früheste bekannte derartige Versuch in der Musikgeschichte. Die Veröffentlichung war mühsam, einer der Drucker versagte darin, die Noten korrekt nach Takten auszurichten, und die gesamte Ausgabe endete in Beliebigkeit. Mitte der 1530er Jahre war er jedoch endlich in der Lage, vier große Sammlungen seiner Musik zu veröffentlichen. Zwei der Bände widmete er Papst Clemens VII., die anderen beiden Kardinal Ippolito de’ Medici.
Er scheint in den letzten zwei Jahrzehnten seines Lebens mehrere kirchliche Positionen in Avignon innegehabt zu haben, einschließlich des Dekanats von St-Agricol. Er starb in dieser Stadt im Jahre 1548.

## Werk
Carpentras komponierte mehrere Messen, zahlreiche Sätze des Magnificat, Psalmvertonungen, Hymnen, Motetten und weltliche Lieder, sowie viele Vertonungen der Klagelieder, die sein bekanntestes Werk sowohl zu Lebzeiten waren, als auch noch 1587, als Palestrina durch die gegenreformatorische Kirche beauftragt wurde, sie zu ersetzen. Stilistisch ist seine Musik typisch für die Generation nach Josquin, ausgeglichen polyphon mit allgegenwärtigen Imitationen. Carpentras wechselt Punkte der Imitation mit homophonen Abschnitten ab, vor allem in seinen Vertonungen der Klagelieder.